# Ulomyia fuliginosa
Ulomyia fuliginosa är en tvåvingeart som först beskrevs av Johann Wilhelm Meigen 1818.  Ulomyia fuliginosa ingår i släktet Ulomyia och familjen fjärilsmyggor. Inga underarter finns listade i Catalogue of Life.

## Bildgalleri

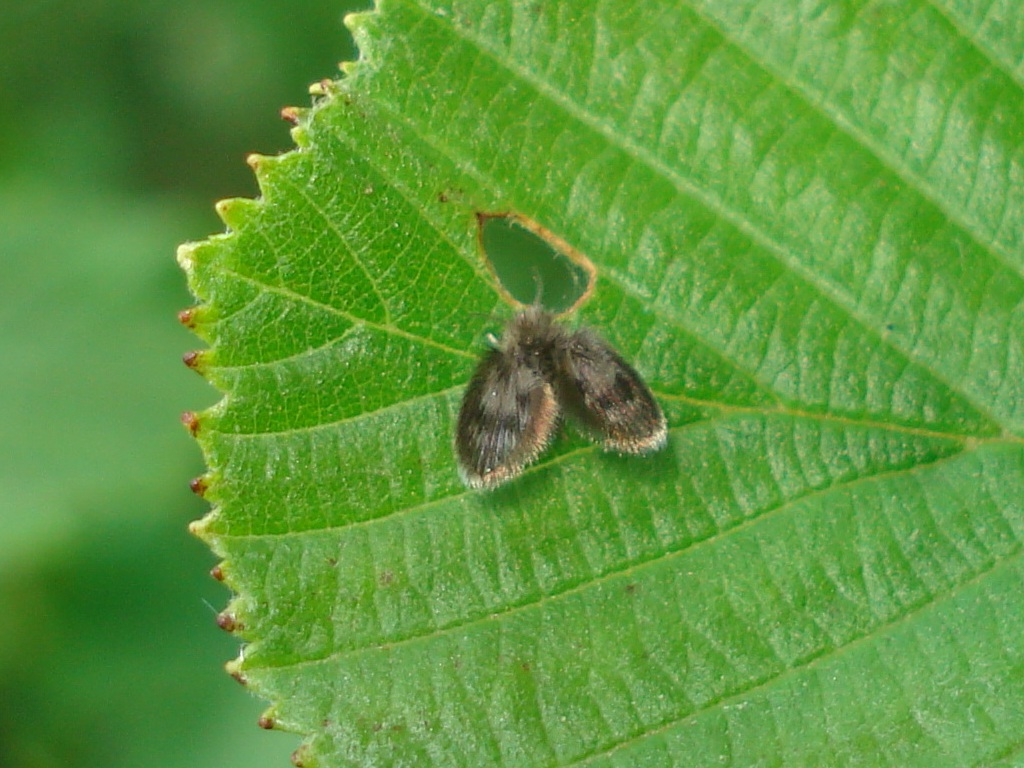
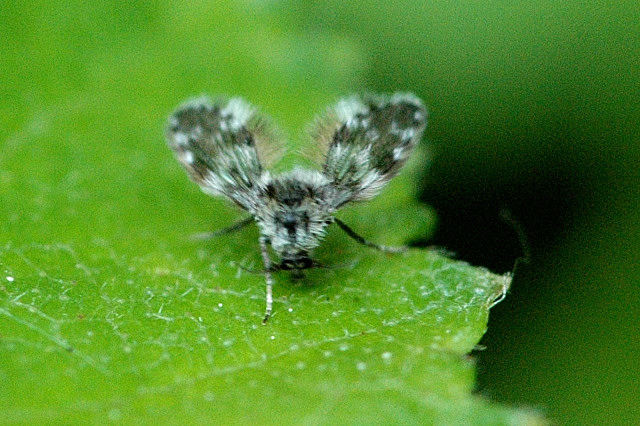